# Herb gminy Radziłów
Herb gminy Radziłów – symbol gminy Radziłów.

## Wygląd i symbolika
Herb przedstawia na tarczy w polu błękitnym złotego stojącego jelenia, zwróconego w prawo.